# Кристиансен, Мадс (футболист)
Мадс Хеденстад Кристиансен (норв. Mads Hedenstad Christiansen; род. 21 октября 2000) — норвежский футболист, вратарь клуба «Лиллестрём».

## Клубная карьера
Кристиансен — воспитанник клуба «Лиллестрём». 3 июля 2020 года в матче против «Гроруда» он дебютировал в Первый дивизион Норвегии. По итогам сезона Мадс помог клубу выйти в элиту. 21 июля 2021 года в матче против «Стабека» он дебютировал в Типпелиге. 7 августа 2022 года в поединке против «Тромсё» Мадс забил гол, в конце матча придя в штрафную соперника при подаче углового. 

## Международная карьера
В 2017 году в составе юношеской сборной Норвегии Кристиансен принял участие в юношеском чемпионате Европы в Хорватии. На турнире он сыграл в матчах против команд Англии, Нидерландов и Украины.